# Arrhenes dschilus
Arrhenes dschilus är en fjärilsart som beskrevs av Carl Plötz 1885. Arrhenes dschilus ingår i släktet Arrhenes och familjen tjockhuvuden. Inga underarter finns listade i Catalogue of Life.

## Bildgalleri

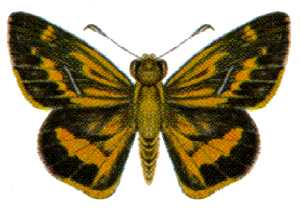